# Jana Krausová
Jana Krausová, née Pehrová le 25 janvier 1954 à Prague, est une actrice et artiste tchèque.

## Biographie
Elle est la fille de Josef Pehr. Elle passe son enfance avec sa mère et sa grand-mère, voyant occasionnellement son père. Après l'école primaire, elle étudie à l'École secondaire des arts appliqués, se spécialisant en graphisme et en peinture monumentale avant d'être diplômée de l'Académie des beaux-arts de Prague.
Dans les années 1980, elle épouse l'acteur et présentateur Jan Kraus, avec qui elle a deux fils, David Kraus et Adam Kraus. En 1994, le couple se sépare, mais ils reste formellement mariés. Ils ne divorcent qu'en 2006. Elle commence alors à vivre avec l'acteur Karel Roden.
Elle expose ses céramiques et ses peintures et joue dans des films, du théâtre et des séries télévisées.

## Filmographie

### Cinéma
- 1967 : Malé letní blues : une petite fille
- 1976 : Odysseus a hvězdy : Pehrová, une invitée au mariage
- 1976 : Smrt mouchy : Magda
- 1977 : Podivný výlet : Věra
- 1977 : Jak se točí Rozmarýny (cs) : Majka
- 1978 : Střepy pro Evu : Eva
- 1983 : Mŕtvi učia živých : Elena
- 1984 : Atomová katedrála : l'infirmière Petra
- 1985 : Služka Hilda / Hilde, das Dienstmädchen : Hilda
- 1985 : Skalpel, prosím : Helena
- 1986 : Pěsti ve tmě (cs) : Blanka
- 1987 : Discopříběh (cs) : la maman
- 1988 : Anděl svádí ďábla (cs) : Ida
- 1989 : Příběh ’88 : Anna Valentová
- 1990 : Zkouškové období (cs) : Zuzana
- 1992 : Kačenka a strašidla (cs) : la maman
- 1992 : Kačenka a zase ta strašidla (cs) : la maman
- 1997 : Křehké touhy (krátkometrážní) : la petite amie du père Zdeno
- 1998 : Sedmnáct hodin dvacet pět minut
- 1999 : Z pekla štěstí : la dame de la Cour
- 2002 : Sen (krátkometrážní) : un ange
- 2005 : Žralok v hlavě : une dame
- 2006 : Hezké chvilky bez záruky : la galeriste Eva
- 2008 : Hodinu nevíš (cs) : Jana Valenčíková
- 2008 : Kdopak by se vlka bál? : la grand-mère
- 2009 : Podezření
- 2010 : Kajínek : Doležalová
- 2013 : Krásno : Blanka Horáková
- 2014 : Parádně pokecal : Karlova Marie

### Téléfilms
- 1989 : Dědeček je lepší než pes (cs) : Nováková, la mère de Jirka
- 1990 : Dětinské hry dospělých : Vanda
- 1990 : Zbabělec : la marquise de la Tour Noire
- 1993 : Zámek v Čechách (cs) : Jarmila
- 2001 : Adam a Eva 2001 : la mère d'Ève
- 2005 : Jasnovidec
- 2005 : Království Potoků : la Reine
- 2007 : V hlavní roli : Lidie

### Séries télévisées
- 1983 : Život bez konca : Paulína
- 1987 : Velké sedlo : Ivana Opatová
- 1990 : Pražský student
- 2004 : Agentura Puzzle : la mère de Jana
- 2004 : Josef a Ly : O. Matějů
- 2005 : Ulice : Věra Hádková
- 2009 : Přešlapy (cs) : Natalya, la patronne de David
- 2009 : Zázraky života : la mère d'Eliška
- 2018 : Kadeřnictví : propriétaire d'un salon de coiffure
- 2021 : Pan profesor (cs) : Irena Průšová, secrétaire du directeur de l'école